# 対話体小説
対話体小説とは、基本的に地の文を持たず、カギカッコで括られる会話文や間接話法だけによって成立する、あるいは大半がそのような体裁をもつ形式の小説である。
マヌエル・プイグは、この手法をよく用いるが、それは彼が映画監督や脚本家を目指していた人だからであり、映画的な手法であると言われる。たしかに、対話体小説は、戯曲、レーゼドラマ、レーゼシナリオと言われるものに近い。ただし、『蜘蛛女のキス』などは、一人の台詞がかなり長いので、その部分だけで独白体の短編小説のような趣がある。
なお、口語体で書かれる点で、書簡体小説と異なる。

## 具体例

### マヌエル・プイグの作品
- 『蜘蛛女のキス』（脚本形式、報告書形式などの部分も多少ある）
- 『このページを読む者に永遠の呪いあれ』
- 『南国に日は落ちて』（終盤は書簡体になる）

### その他の海外作家の作品
- 『英雄が語るトロイア戦争』(フラウィウス・ピロストラトゥス)
- 『閉じた本』(ギルバート・アデア)
- 『至福の超現実数』(ドナルド・クヌース)
- 『もしもし』（ニコルソン・ベイカー）
- 『J R』(ウィリアム・ギャディス)
- 『こことあそこ』(デヴィッド・フォスター・ウォレス)
- 『数学者とアンドレイ・セミョーノヴィチ』(ダニイル・ハルムス)
- 『恐怖の兜』(ヴィクトル・ペレーヴィン)
- 『イカロスの飛行』(レーモン・クノー)
- 『ラ・カテドラルでの対話』(マリオ・バルガス・リョサ)
- 『メイスン＆ディクスン』(トマス・ピンチョン)
- 『ホワイト・ノイズ』(ドン・デリーロ)
- 『ブーガンヴィル航海記補遺』『ラモーの甥』（ディドロ）
- 『ステラ・マリス』(コーマック・マッカーシー)
- 『死父』(ドナルド・バーセルミ)
- 『WORLD WAR Z』(マックス・ブルックス)
- 『子供時代』(ナタリー・サロート)
- 『閨房哲学』（マルキ・ド・サド）
- 『ベルゼバブの孫への話』(ゲオルギイ・グルジエフ)
- 『スイミン・スクール』(クルト・クーゼンベルク)
- 『カフカvsフロイト』(テリー・サザーン)
- 『ここだけの話』(ジュリアン・バーンズ)
- 『売女の人殺し』(ロベルト・ボラーニョ)
- 『赤死病』(ジャック・ロンドン)
- 『朝と夕』(ヨン・フォッセ)
- 『アルパートンの天使たち』(ジャニス・ハレット)
- 『コネティカットのひょこひょこおじさん』(J・D・サリンジャー)
- 『アベル・サンチェス』[1](ミゲル・デ・ウナムーノ)
- 『ネクロ』『シリーズ/シリアル』　(ハロルド・ジェフィ)
- 『トゥルー・クライム・ストーリー』(ジョセフ・ノックス)
- 『晩餐会』（クロード・モーリアック）

### 日本の作家の作品
- 『一一一一一』(福永信)
- 『Q&A』(恩田陸)
- 『りすん』(諏訪哲史)
- 『もつれっぱなし』(井上夢人)
- 『指輪』（江戸川乱歩）
- 『悪人と善良な市民』（星新一）
- 『しゃべくり探偵シリーズ』（黒崎緑）
- 『蜜のあわれ』（室生犀星）
- 『マテーシス』『心言集』（高橋昌久）
- 『アイスネルワイゼン』（三木三奈）、2024年第170回芥川賞候補作。